# Clubiona nenilini
Clubiona nenilini är en spindelart som beskrevs av Mikhailov 1995. Clubiona nenilini ingår i släktet Clubiona och familjen säckspindlar. Inga underarter finns listade i Catalogue of Life.